# شمعة

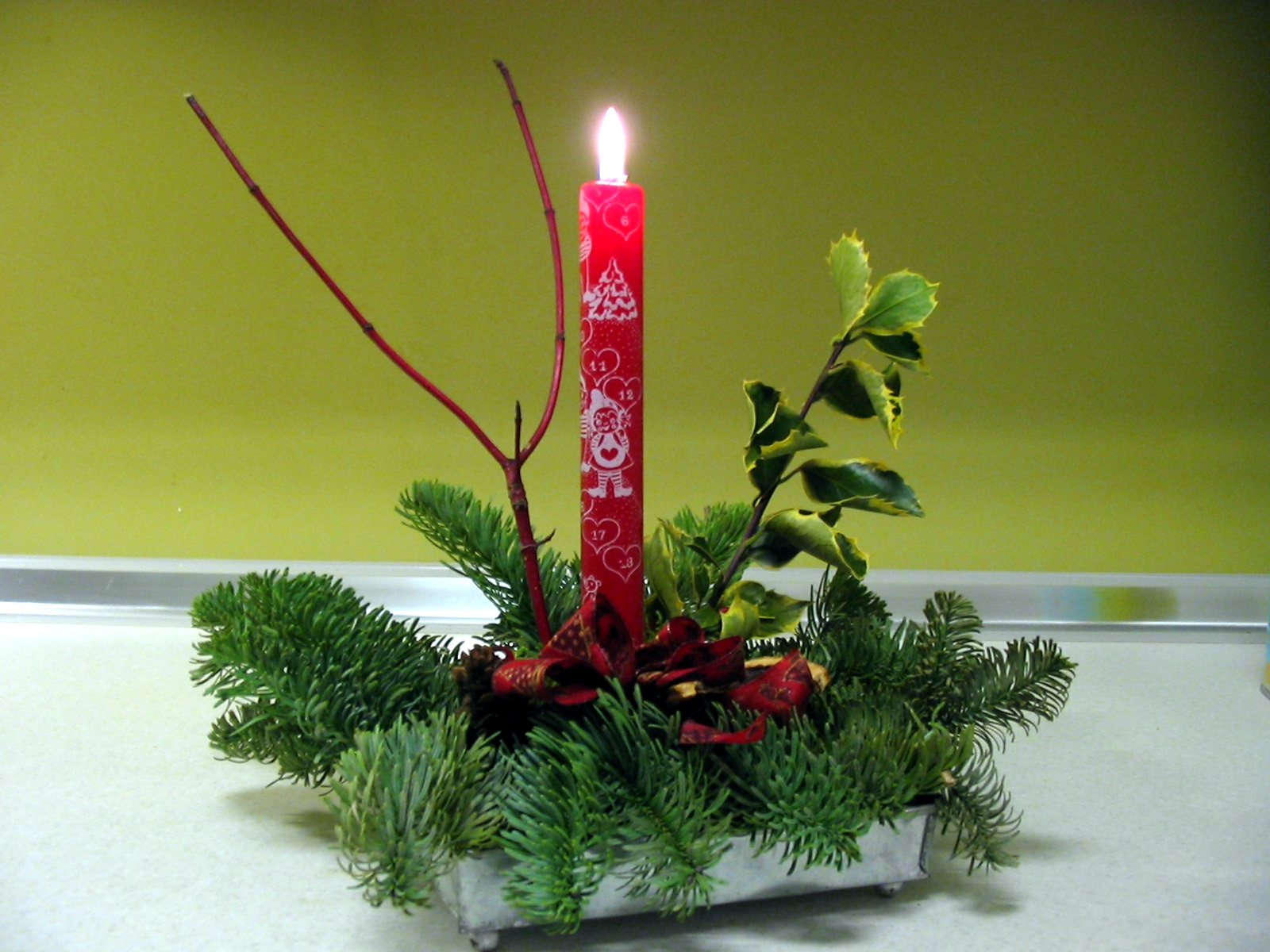
شمعة

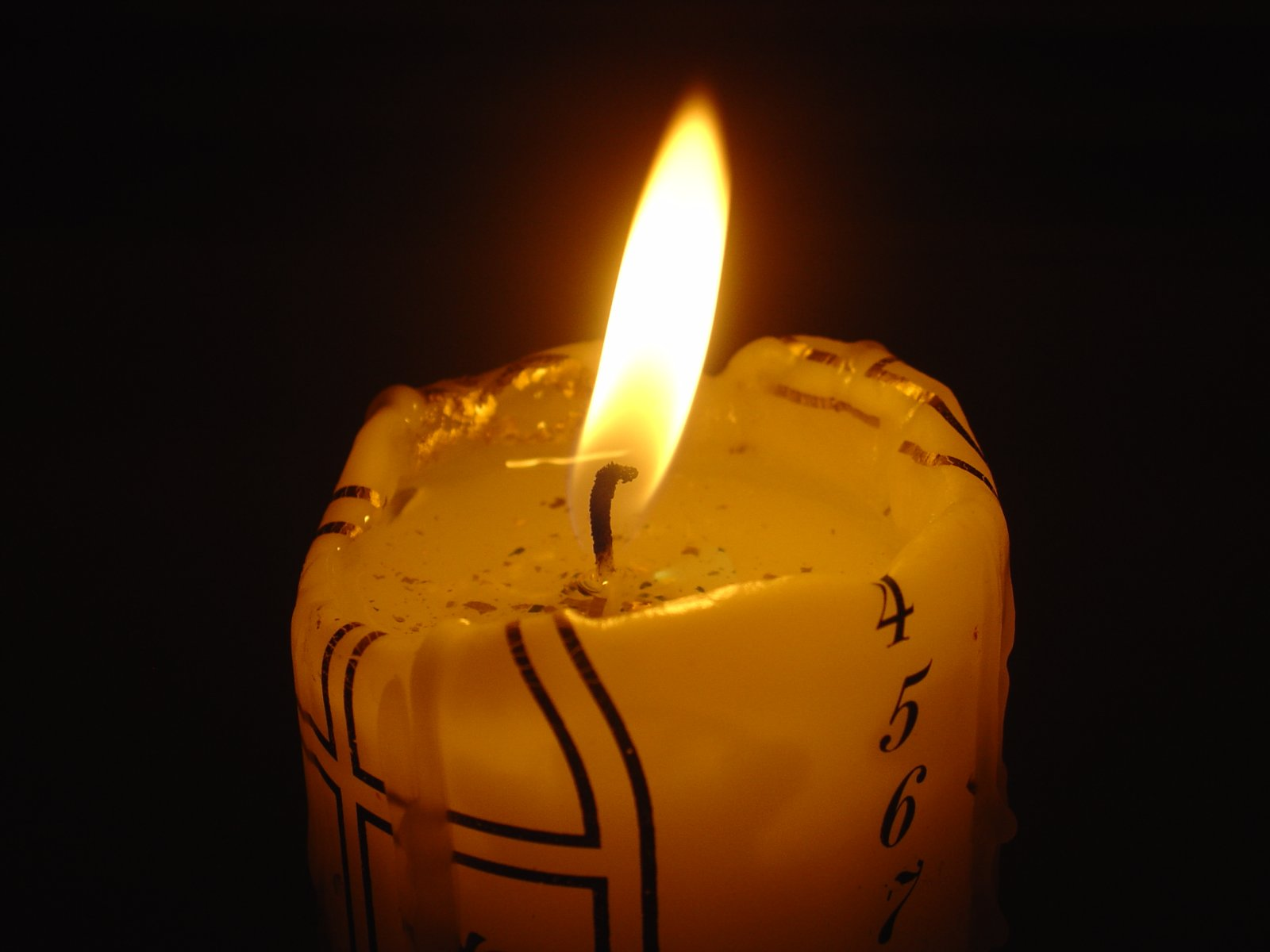

الشمعة هي وسيلة للأنارة قديمة جدًا لم تفقد أهميتها مع مرور الزمن، وهي عبارة عن عمود من الشمع يمر في وسطه خيط قطني، فعند أشعال الخيط تأخذ النار بأذابة الشمع من حول الخيط وتستمر النار مشتعلة دون أتلاف الخيط وبذلك تشع النار في أضاءة ما حولها.
أستخدمت الشموع لعصور طويلة للأنارة حيث هناك حاملات للشموع تسمى الشمعدان بأشكال مختلفة بعضها من البلور أو من الفضة أو من الذهب ذو قيمة فنية وأثارية قيمة للغاية.
تصنع الشموع بطرق وأشكال وألوان مختلفة حيث يضاف للشمع في بعض الأحيان مواد معطرة تضفي على ما حولها برائحة طيبة عند ذوبان الشمع، ويدخل في صناعتها أنواع مختلفة من الشمع مثل الشمع الياباني.
جرت بعض العادات المتوارثة على إيقاد الشموع في مناسبات عديدة فهي توقد في الكنائس والأضرحة وكذلك توقد في مناسبات الزواج والأعراس وأعياد الميلاد والجلسات الرومانسية والحميمة.
ينقل لنا التاريخ جرائم كبيرة نفذت بواسطة الشموع حيث أضيفت سموم خاصة مع الشمع ينفذ بسمه إلى من يريدون أغتياله، كذلك سببت الشموع المحترقة بأشعال حرائق كبيرة ذهب ضحيتها أشخاص كثر وقصور كانت عامرة.
مع التطور العلمي فأن أحد معايير قياس شدة الأنارة هو الشمعة.